# My Herculis
My Herculis (μ Herculis / μ Her) ist ein Dreifachstern-System im Sternbild Herkules. My Herculis ABC ist 27,1 Lichtjahre von der Sonne entfernt und gehört damit zu den sonnennahen Systemen. μ Herculis A, neben β Hydri der zweitnächste Unterriese der Spektralklasse G, ist die mit Abstand hellste Komponente und hat eine Scheinbare Helligkeit von minimal 3,42; daher ist er mit bloßem Auge gut sichtbar.

## Astrometrie

### Galaktische Umlaufbahn
My Herculis A, B und C umrunden das Zentrum der Milchstraße in einer Entfernung, die zwischen 16,758 und 25,437 Lichtjahren (5.138 bis 7.799 pc) variiert, mit einer Exzentrizität von 0,206 (Große Bahnhalbachse 21.095 LJ (6.468 pc)). Die derzeitige Entfernung zum galaktischen Zentrum beträgt 24.126 LJ (7.395 pc), die Umlaufgeschwindigkeit relativ zur Sonne beträgt 36,2 km/s.

### Entfernung
Die präziseste Messung der Parallaxe von 120,33 ± 0,16 mas stammt aus dem Jahr 2007. Diese ergibt eine Distanz des Systems zur Erde von 27,105 Lichtjahren (1’714’200 AE).
Die von der Erde aus beobachtbare Eigenbewegung am Himmel beträgt jährlich 0,814″ (Bogensekunden).
Bestimmung der Entfernung für My Herculis
| Jahr | Quelle                  | Parallaxe (mas) | Entfernung (pc)  | Entfernung (Lj)   | Entfernung (Pm)     |
| ---- | ----------------------- | --------------- | ---------------- | ----------------- | ------------------- |
| 1970 | Woolley et al.          | 128,00 ± 7,00   | 7,813 +0,45−0,41 | 25,481 +1,47−1,32 | 241,07 +13,95−12,50 |
| 1991 | Gliese & Jahreiß        | 115,10 ± 5,40   | 8,689 +0,43−0,39 | 28,337 +1,39−1,27 | 268,09 +13,20−12,01 |
| 1995 | Yale Parallax Catalogue | 118,80 ± 1,70   | 8,418 ± 0,12     | 27,454 +0,40−0,39 | 259,74 +3,77−3,66   |
| 1997 | Hipparcos- Katalog      | 119,05 ± 0,62   | 8,400 ± 0,04     | 27,397 ± 0,14     | 259,19 +1,36−1,34   |
| 1997 | Tycho- Katalog          | 121,70 ± 2,00   | 8,217 +0,14−0,13 | 26,800 +0,45−0,43 | 253,55 +4,24−4,10   |
| 2007 | van Leeuwen             | 120,33 ± 0,16   | 8,310 ± 0,01     | 27,105 ± 0,04     | 256,43 ± 0,34       |

Nicht trigonometrische Entfernungsbestimmungen sind kursiv markiert. Die präziseste Bestimmung ist fett markiert.

## System My Herculis ABC
Das My Herculis-System besteht in seiner Grundstruktur aus zwei Untersystemen: Das System My1Herculis besteht aus dem leuchtkräftigen Hauptstern My Herculis A, bei dem astrometrische Messungen einen nahen Begleiter vermuten lassen, und My2Herculis, einem System zweier Roter Zwergsterne, die das gemeinsame Massezentrum zum Hauptstern in einer weiten, elliptischen Umlaufbahn umlaufen und sich dabei gegenseitig selbst umlaufen.
Als Gesamtsystem gehört My Herculis der Spektralklasse G5.0 an. Die Gesamtmasse des Systems beträgt etwa 1,92 Sonnenmassen (M☉).
Weitere Bezeichnungen des Gesamtsystems sind Gliese 695, GC 24138, GCTP 4060.00, LDS 1002, STF 2220, ABT 14, AC 7, TRN 2 und 2MASS J17462752+2743142.

### My1Herculis
Dieses Untersystem besteht bislang nur aus dem Hauptstern μ Herculis A; dennoch weisen Messungen auf einen kühlen Begleiter hin (siehe unten). Aufgrund dessen wird der Stern auch als μ Herculis Aa bezeichnet. Aufgrund der gravitativen Dominanz des Hauptsterns ist das gemeinsame Massezentrum zu den beiden entfernten Roten Zwergen des My2-Systems lediglich 2,9 AE vom Hauptstern entfernt.
Weitere übliche Bezeichnungen sind LHS 3326, LFT 1374, LTT 15266 und NLTT 45435.

### My2Herculis
Der visuelle Abstand der beiden Komponenten My Herculis B und C, die das gemeinsame Massezentrum in einer weiten, elliptischen Umlaufbahn bewegen, beträgt durchschnittlich 34,0 Bogensekunden (Große Bahnhalbachse). Dies entspricht bei der heliozentrischen Distanz der beiden Sterne 285,6 Astronomischen Einheiten (AE). Für eine gemeinsame Umrundung um My Herculis A benötigen sie 3445 Jahre. Von der Erde aus betrachtet ist ihr Orbit um 247° geneigt.
My Herculis B und C haben unter sich wiederum einen Abstand von 1,0 " bzw. 11,42 AE in einer moderat elliptischen Bahn (Exzentrizität 0,178), die von 9,39 bis 13,45 AE variiert. Für eine gemeinsame Umrundung benötigen sie 43,2 Jahre. Die Neigung ihrer Umlaufbahn beträgt 66,2°.
Als System werden sie in die Spektralklasse M3.5V eingestuft und haben eine Gesamtmasse von 0,840 Sonnenmassen; ihre kombinierte scheinbare Helligkeit beträgt 9,78 mag.
Weitere übliche Bezeichnungen sind LHS 3325, LFT 1375, LTT 15267 und NLTT 45430.

## Komponenten

### My Herculis A
Der Hauptstern μ Herculis A, ein astrophysikalisch ein Gelber Unterriese, besitzt eine scheinbare Helligkeit von +3,49 mag und gehört der Spektralklasse G5.0IV an. Dieser Stern, der sich im Grunde nicht wesentlich von der Sonne unterschied, ist ein Beispiel dafür, wie die Sonne aussehen könnte, nachdem sie ihren Wasserstoffvorrat verbraucht hat und das Ende ihres Hauptreihenstadiums erreicht hat und daraufhin anfängt, sich zu einem Roten Riesen aufzublähen. My Herculis A befindet sich in einem Stadium, in dem der Stern anfängt, seine zunehmenden Mengen an Helium im Kern mit dem noch verbliebenen Wasserstoff in seiner Hülle zu fusionieren. Obwohl seine Masse mit 100 bis 110 % mit der Masse der Sonne vergleichbar ist, beträgt sein Durchmesser vergleichsweise hohe 1,750 Sonnenradien; dies entspricht 2.437.200 km im Gesamtdurchmesser des Sterns. Bemerkenswerterweise konnte dies aufgrund der relativen Sonnennähe des Sterns durch eine direkte Winkelabstandsmessung der Sternscheibe gemessen werden.
My Herculis A besitzt gegenüber der Sonne eine 2,7-fache Leuchtkraft. Die Metallizität des Sterns ist im Vergleich zur Sonne leicht erhöht. Der Stern ist im Vergleich zur Sonne etwas kühler, die Temperatur beträgt 5520 K (5247 °C).
Aufgrund des Alters des Sterns (Sterne drehen sich mit zunehmendem Alter schneller) ist seine Rotationsgeschwindigkeit mindestens 10-mal so schnell wie die der Sonne; die Rotation des Sterns beträgt daher mindestens 4,30 Tage. Aufgrund dieser hohen Rotationsgeschwindigkeit ist er noch immer magnetisch aktiv und emittiert Strahlung im Röntgenbereich.
Die Habitable Zone wurde für My Herculis A auf 1,63 AE (etwas mehr als der Abstand des Mars zur Sonne) berechnet, was einer Umlaufperiode von etwa 2 Jahren entsprechen würde. Ein hypothetischer Planet mit flüssigem Wasser in diesem Abstand, der in der Zeit, als My Herculis A noch ein Hauptreihenstern war, Leben entwickelt hätte, wäre möglicherweise heute bereits „geröstet“ worden.

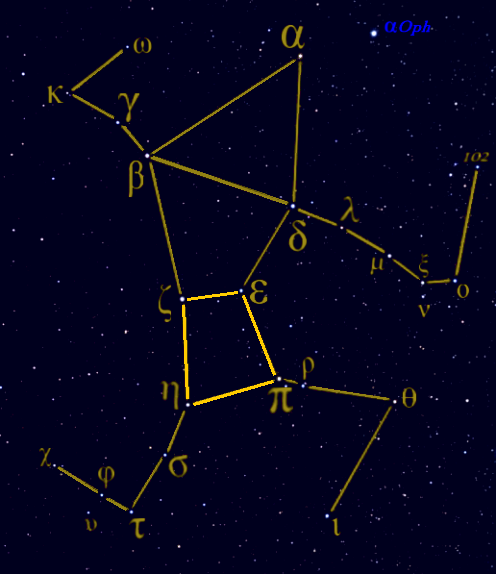
„Kniender Mann“

Auf den Nachthimmel wäre der Ausblick von einem solchen hypothetischen Planeten jedenfalls beeindruckend – Die beiden leuchtschwachen Begleiter My Herculis B & C würden von dort aus gesehen mit etwa 0,5° Abstand erscheinen und hätten dabei ungefähr eine Helligkeit von 2 Vollmonden.
Im Sternkatalog Calendarium of Al Achsasi Al Mouakket trägt My Herculis A den Namen Marfak Al Jathih Al Aisr, was ins Lateinische als Cubitum Sinistrum Ingeniculi übersetzt wurde; es bedeutet „Linker Ellbogen des Knienden Mannes“. Im Chinesischen wird der Stern als 天市左垣 (Tiān Shì Zuǒ Yuán), 九河 (Jiuhe, „Neun Flüsse“) und auch als Kew Ho bezeichnet. Außerdem trägt in verschiedenen Sternkatalogen oft die Bezeichnungen Gliese 695 A, ADS 10786 A, Struve 2220 A und BD+27°2888 A.

### My Herculis B
Der mit +10,20 mag etwas hellere und größere Stern des Systems My2Herculis – μ Herculis B – gehört zur Spektralklasse M3.0V und wird als ein Roter Hauptreihenstern eingestuft. Sein Durchmesser beträgt 0,48 Sonnenradien; dies entspricht ca. 668.500 km im Durchmesser des Sterns. Die Masse beträgt 31 % der Masse der Sonne, die Leuchtkraft dagegen nur 0,00445 % derjenigen der Sonne. Die Temperatur beträgt vergleichsweise kühle 3300 K (ca. 3000 °C).
Die Habitable Zone wurde für My Herculis B auf 0,0667 AE berechnet, was einer Umlaufperiode von etwa 8 Tagen entspricht.
μ Herculis B trägt auch die Bezeichnungen Gliese 695 B, ADS 10786 B, Struve 2220 B und BD+27°2888 B.

### My Herculis C
Der +10,70 mag helle Begleitstern des Systems My2Herculis – μ Herculis C – gehört zur Spektralklasse M4.0V und wird ebenfalls als ein Roter Zwerg der Hauptreihe eingestuft. Sein Durchmesser beträgt 0,40 Sonnenradien; dies entspricht ca. 557.100 km im Durchmesser des Sterns. Die Masse beträgt 30 % der Masse der Sonne, die Leuchtkraft dagegen nur 0,00294 % derjenigen der Sonne.
Die Habitable Zone wurde für My Herculis B auf 0,0542 AE berechnet, was einer Umlaufperiode von etwa 6 Tagen entspricht.
μ Herculis C trägt auch die Bezeichnungen Gliese 695 C, ADS 10786 C, Struve 2220 C und BD+27°2888 C.
System My Herculis ABC
| Name                       | Andere Bezeichnung       | Spektral- klasse | Koordinaten                     | Winkel- abstand as | Abstand in AE | Exzentr.  | Scheinb. Helligk. mag | Durchm. R☉ | Masse M☉ | Temp. K |
| -------------------------- | ------------------------ | ---------------- | ------------------------------- | ------------------ | ------------- | --------- | --------------------- | ---------- | -------- | ------- |
| μ Herculis A 86 Herculis A | Gliese 695 A HD 161797 A | G5.0IV           | 17h 46m 27,527s +27° 43′ 14,44″ | 0,00               | 0,00          | ?         | 3,49                  | 1,750      | 1,100    | 5520    |
| μ Herculis B 86 Herculis B | Gliese 695 A HD 161797 A | M3,0V            | 17h 46m 25,079s +27° 43′ 01,45″ | 34,00              | 285,60        | B/C 0,178 | 10,20                 | 0,480      | 0,310    | 3300    |
| μ Herculis C 86 Herculis C | Gliese 695 C HD 161797 C | M4,0V            | 17h 46m 25,079s +27° 43′ 01,45″ | 34,00              | 285,60        | B/C 0,178 | 10,70                 | 0,400      | 0,300    | ?       |

## Möglichkeit von weiteren stellaren/substellaren Begleitern

### My Herculis Ab?
1987 ergaben Messungen, dass sich ein potentieller Begleiter von 0,15 Sonnenmassen (später auf 0,20 korrigiert) in einer nahen Umlaufbahn befinden müsste. Dabei bleibt allerdings unklar, ob es sich um einen kühlen Roten Zwerg oder einen Braunen Zwerg handeln könnte. Dieser Kandidat lässt sich aufgrund seiner Nähe zum überstrahlenden Hauptstern durch ein Teleskop nicht auflösen, daher ist seine Zusammensetzung und Spektralklasse mit den gegenwärtigen Methoden nur sehr schwer zu ermitteln. Die Messungen ergaben eine mögliche Umlaufperiode von 63 Jahren (später auf 65 Jahre korrigiert) und eine Bahnneigung von 68°.
Aus der Umlaufperiode von 65 Jahren ergibt wiederum eine Distanz von maximal 17,2 AE zum Hauptstern. Aufgrund der angegebenen Exzentrizität von 0,34 würde die Umlaufbahn daher zwischen 11,4 und 23,0 AE variieren.
Im Falle der tatsächlichen Existenz dieses Begleiters würde – falls er ein Roter Zwerg der M5.0V-Klasse ist – die scheinbare Helligkeit bei My1Herculis 3,80 mag (A, Aa) bzw. 10,10 (Ab) (nach anderer Quelle 12,70 mag) betragen. Eine Bestätigung für die Existenz des Begleiters bleibt bisher jedoch noch aus.

### My Herculis D?
Im Washington Doppelstern-Katalog wie auch im CCDM-Katalog taucht eine weitere, weit entfernte Komponente „D“ auf. Hierbei handelt es sich um einen Stern mit einer scheinbaren Helligkeit von 11,33 mag, der visuell 321,10 Bogensekunden (2002) von μ Herculis A entfernt ist. Sollte es sich hierbei um einen echten Begleiter handeln, wäre er mindestens 2100 AE vom Hauptstern entfernt; dies ergäbe eine Umlaufperiode von 67.000 Jahren. Aufgrund dessen und aufgrund der wesentlich langsameren Eigenbewegung dieses Sterns ist eine physische Verbindung zum My Herculis-System jedoch unwahrscheinlich.

## Nächstgelegene Nachbarn
| Name                     | Andere Bezeichnung                 | Spektral- klasse | Distanz LJ | Koordinaten RA / DA             | Scheinb. Helligk. mag | Parallaxe mas | Sonnen- Abstand LJ |
| ------------------------ | ---------------------------------- | ---------------- | ---------- | ------------------------------- | --------------------- | ------------- | ------------------ |
| Gliese 686 BD+18°3421    | LHS 452 HIP 86287                  | M1,0V            | 4,5        | 17h 37m 53,347s +18° 35′ 30,16″ | 9,58                  | 123,67 ± 1,10 | 26,373             |
| Gliese 1230 ABC G 184-19 | LHS 3405 2MASS J18410977+2447143   | M4,5V            | 6,5        | 18h 41m 09,776s +24° 47′ 14,36″ | 12,40                 | 130,20 ± 28,3 | 25,050             |
| Wega α Lyrae             | 3 Lyr HD 172167                    | A0.0Va           | 7,3        | 18h 36m 56,336s +38° 47′ 01,28″ | 0,03                  | 130,23 ± 0,36 | 25,045             |
| Gliese 649 BD+25°3173    | LHS 3257 HIP 83043                 | M2,0V            | 8,5        | 16h 58m 08,850s +25° 44′ 38,99″ | 9,66                  | 96,67 ± 1,39  | 33,739             |
| Gliese 638 HD 151288     | BD+33°2777 HIP 82003               | K7.0V            | 8,6        | 16h 45m 06,351s +33° 30′ 33,22″ | 8,11                  | 101,96 ± 0,71 | 31,989             |
| Gliese 3991 AB G 203-47  | HIP 83945 2MASS J17093153+4340531  | M3,5V            | 8,6        | 17h 09m 31,544s +43° 40′ 52,83″ | 11,78                 | 134,31 ± 1,99 | 24,284             |
| Gliese 694 BD+43°2796    | LHS 3321 HIP 86776                 | M3,5V            | 8,7        | 17h 43m 55,963s +43° 22′ 43,00″ | 10,51                 | 105,50 ± 1,18 | 30,915             |
| Gliese 3976 G 169-29     | NLTT 43674 2MASS J16505794+2227058 | M4,5V            | 8,9        | 16h 50m 57,950s +22° 27′ 05,80″ | 14,11                 | 100,00 ± 15,0 | 32,616             |
| Gliese 745 A Ross 730    | LHS 3432 HIP 93873                 | M2,0V            | 9,6        | 19h 07m 05,563s +20° 53′ 16,97″ | 10,77                 | 117,45 ± 2,28 | 27,770             |
| Gliese 745 B Ross 731    | LHS 3433 HD 349726                 | M2,0V            | 9,8        | 19h 07m 13,203s +20° 52′ 37,24″ | 10,77                 | 114,25 ± 2,30 | 28,548             |